# Philodendron paxianum
Philodendron paxianum är en kallaväxtart som beskrevs av Kurt Krause. Philodendron paxianum ingår i släktet Philodendron och familjen kallaväxter. Inga underarter finns listade.